# Gonypeta
Gonypeta (лат.) — род богомолов из семейства Gonypetidae.

## Распространение
Встречается в Южной Азии и Юго-Восточной Азии: Индия, Индонезия, Малайзия, Мьянма, Сингапур, Таиланд, Филиппины.

## Описание
Тело коричневатое или черноватое, небольшое (Gonypeta punctata около 2 см); голова широкая, глаза круглые и выдающиеся. Лобный склерит почти полукруглый, широкий, хорошо высокий, верхний край хорошо изогнут, диск гладкий. Пронотум короткий, расширен, надкоксальная борозда заматная, метазона почти вдвое длиннее прозоны. Передние ноги: бедра с 4 дисковидными и 4 наружными шипами; из последних проксимальные два ближе друг к другу; голени с 9—10 наружными шипами. Задний метатарзус почти такой же длины, как остальные сегменты вместе взятые. Передние и задние крылья длиннее тела у самца, редуцированы у самки. Верхняя анальная пластинка поперечная, треугольная с округлой вершиной. Церки цилиндрические..

## Классификация
- Gonypeta borneana Giglio-Tos, 1915
- Gonypeta brigittae Kaltenbach, 1994
- Gonypeta brunneri Giglio-Tos, 1915
- Gonypeta humbertiana Saussure, 1869
- Gonypeta noctivaga Krauss, 1901
- Gonypeta punctata Haan, 1842 typus
- Gonypeta rotundata Beier, 1966
- Gonypeta simplex Beier, 1930